# Баллигири
Баллигири (англ. Ballygeary, также Rosslare Harbour; ирл. Calafort Ros Láir) — (переписной) посёлок в Ирландии, находится в графстве Уэксфорд (провинция Ленстер).
Баллигири известен, главным образом своим международным морским портом — Рослэр Европорт (ранее Рослэр Харбор).
Местная железнодорожная станция была открыта 30 августа 1906 года.
Через Баллигири проходит европейский маршрут E 30, благодаря которому (используя действующее паромное сообщение) можно проехать от Корка до Омска в России. Участок данного маршрута имеет местный автодорожный номер — N25, который ведёт от морского терминала до объездной города Корк.

## Демография
Население — 1041 человек (по переписи 2006 года). В 2002 году население составляло 1038 человек.
Данные переписи 2006 года:
| Общие демографические показатели |               |                               |                               |      |      |
| Всё население                    | Всё население | Изменения населения 2002—2006 | Изменения населения 2002—2006 | 2006 | 2006 |
| 2002                             | 2006          | чел.                          | %                             | муж. | жен. |
| 1038                             | 1041          | 3                             | 0,3                           | 499  | 542  |

В нижеприводимых таблицах сумма всех ответов (столбец «сумма»), как правило, меньше общего населения населённого пункта (столбец «2006»).
| Религия (Тема 2 — 5 : Число людей по религиям, 2006) |             |                |             |            |       |      |
| Католики, чел.                                       | Католики, % | Другая религия | Без религии | не указано | сумма | 2006 |
| 916                                                  | 88,0        | 77             | 35          | 13         | 1041  | 1041 |

| Этно-расовый состав (Этничность. Тема 2 — 3 : Постоянное население по этническому или культурному происхождению, 2006) |            |              |       |        |        |            |       |       |
| Белые ирландцы | Лухт-шулта | Другие белые | Негры | Азиаты | Другие | Не указано | сумма | 2006  |
| 877 | 0          | 78           | 0     | 16     | 5      | 5          | 981   | 1041  |
| Доля от всех отвечавших на вопрос, %                                                                                   |            |              |       |        |        |            |       |       |
| 89,4 | 0,0        | 8,0          | 0,0   | 1,6    | 0,5    | 0,5        | 100   | 94,21 |

1 — доля отвечавших на вопрос о языке от всего населения.
| Владение ирландским языком (Тема 3 — 1 : Число людей от 3 лет и старше по способности говорить по-ирландски, 2006) |      |            |       |       |
| Владеете ли Вы ирландским языком?                                                                                  |      |            |       |       |
| Да | Нет  | Не указано | сумма | 2006  |
| 337 | 659  | 16         | 1012  | 1041  |
| Доля от всех отвечавших на вопрос о языке, %                                                                       |      |            |       |       |
| 33,3 | 65,1 | 1,6        | 100   | 97,21 |

1 — доля отвечавших на вопрос о языке от всего населения.
| Использование ирландского языка (Тема 3 — 2 : Говорящие по-ирландски от 3 лет и старше по частоте использования ирландского языка, 2006) |                                                            |                                               |                                               |                                               |                                               |                                               |       |                                     |      |
| Как часто и где Вы говорите по-ирландски?                                                                                                |                                                            |                                               |                                               |                                               |                                               |                                               |       |                                     |      |
| ежедневно, только в образовательных учреждениях                                                                                          | ежедневно, как в образовательных учреждениях, так и вне их | в других местах (вне образовательной системы) | в других местах (вне образовательной системы) | в других местах (вне образовательной системы) | в других местах (вне образовательной системы) | в других местах (вне образовательной системы) | сумма | всего, отвечавших на вопрос о языке | 2006 |
| ежедневно, только в образовательных учреждениях                                                                                          | ежедневно, как в образовательных учреждениях, так и вне их | ежедневно                                     | каждую неделю                                 | реже                                          | никогда                                       | не указано                                    | сумма | всего, отвечавших на вопрос о языке | 2006 |
| 85 | 7                                                          | 5                                             | 15                                            | 119                                           | 100                                           | 6                                             | 337   | 1012                                | 1041 |
| Доля от всех отвечавших на вопрос о языке, %                                                                                             |                                                            |                                               |                                               |                                               |                                               |                                               |       |                                     |      |
| 8,4 | 0,7                                                        | 0,5                                           | 1,5                                           | 11,8                                          | 9,9                                           | 0,6                                           | 33,3  | 100                                 |      |

| Типы частных жилищ (Тема 6 — 1(a) : Число частных домовладений по типу размещения, 2006) |          |         |                 |            |       |      |
| Отдельный дом                                                                            | Квартира | Комната | Переносные дома | не указано | сумма | 2006 |
| 372                                                                                      | 9        | 1       | 0               | 10         | 392   | 1041 |